# Eleccions al Parlament de Galícia de 2016
Les eleccions al Parlament de Galícia foren les eleccions corresponents a la X legislatura del Parlament de Galícia, celebrades el 25 de setembre de 2016. El mateix dia se celebren les eleccions al Parlament Basc.

## Antecedents

Resultat de les eleccions de 2012

## Context
Després de les eleccions generals a Espanya en 2015 no s'aconsegueix la formació de govern i, en conseqüència, s'arriba a la convocatòria de les eleccions generals de 2016 al juny. És en aquesta tardor, durant els intents de formació de govern a nivell estatal, on s'emmarquen les eleccions gallegues de 2016.
El dilluns 1 d'agost el president de la Junta de Galícia, Alberto Núñez Feijoo exerceix la seva potestat per convocar les eleccions el diumenge 25 de setembre i anuncia que es presentarà a la reelecció, fent callar els rumors sobre el seu futur polític. Coincideixen d'aquesta manera amb les eleccions basques.
Aquestes eleccions succeeixen en una situació en la qual, en el panorama polític espanyol, es produeix una important transformació en poc temps: es combina un descens de PP i PSOE amb el sorgiment d'opcions com Podem i Ciutadans a nivell electoral espanyol. A Galícia, en canvi, el descens del PP en successives eleccions no ha estat tan accentuat. A priori, el que es dilucida en aquestes eleccions és si el PP aconsegueix la seva tercera majoria absoluta consecutiva o si s'obren altres possibilitats.

## Expectatives i objectius
Pel PPdeG el principal objectiu és aconseguir la tercera majoria absoluta consecutiva o en defecte d'això aconseguir alguna fórmula que permeti a Alberto Núñez Feijóo governar de nou. Pel PSdeG l'objectiu és que els resultats evitin aquest govern del PPdeG liderant una majoria alternativa. En Marea comparteix aquest objectiu de desbancar al president Feijóo i també espera liderar l'alternativa. El BNG es baralla en aquests comicis per revertir la tendència a la baixa de les últimes convocatòries a Galícia i mantenir el grup parlamentari al parlament de Galícia. El partit C's per la seva banda aspira a ocupar diversos escons del mateix. Amb l'expectativa d'aconseguir representació ens trobem amb Democràcia Ourensana (un partit lligat a Gonzalo P. Jácome), Compromís per Galícia, el partit animalista PACMA i altres formacions que es presenten davant les urnes.

## Candidatures
S'assenyala en negreta el candidat a la presidència de la Junta de Galícia.
| Província  | Principals caps de llista | Altres candidatures |
| ---------- | --- | --- |
| La Corunya | - PPdeG: Diego Calvo - PSdeG-PSOE: Xoaquín F. Leiceaga - En Marea: Antón Sánchez - BNG: Ana Pontón - C's: Cristina Losada - PACMA: Luisa de Ceano-Vivas - CxG: Xoán Bascuas                               | - Converxencia Vinteún, Partido Libertario, Comunistas da Galiza, Acción Democrática de Ciudadanos de Galicia, Partido Anticorrupción y Justicia, Vía Nova Galicia, Alternativa Independiente de Galicia, Unidos por el Futuro, Recortes Cero-Grupo Verde, Cidadáns-Centrum, Ganemos Galicia Sí se Puede. |
| Lugo       | - PPdeG: Francisco Conde - PSdeG-PSOE: Luis M. Álvarez Martínez - En Marea: Luis Villares - BNG: Olalla Rodil - C's: Isabel-Ángela Cendán - PACMA: Noelia Pena - CxG: Juan Carlos Piñeiro                 | - Converxencia Vinteún, Partido Anticorrupción y Justicia, Recortes Cero-Grupo Verde, Ganemos Galicia Sí se Puede |
| Ourense    | - PPdeG: Marisol Díaz Mouteira - PSdeG-PSOE: Noela Blanco - D.O.: Miguel Caride - En Marea: Ánxeles Tascó - BNG: Noa Presas - C's: Carlos Vázquez Espiérrez - PACMA: Paula Rodríguez - CxG: José Mosquera | - Vía Nova Galicia, Partido Comunista dos Pobos de España-Comunistas da Galiza, Partido Anticorrupción y Justicia, Recortes Cero-Grupo Verde, Ganemos Galicia Sí se Puede |
| Pontevedra | - PPdeG: Alberto Nuñez Feijoo - PSdeG-PSOE: Abel Losada - En Marea: Carmen Santos - BNG: Luis Bará - C's: Antonio Lara - PACMA: Sheila García - CxG: Andrés Núñez Rajoy                                   | - Converxencia Vinteún, Acción Democrática de Ciudadanos de Galicia, Comunistas da Galiza, Vía Nova Galicia, Partido Anticorrupción y Justicia, Escanos en Branco, Recortes Cero-Grupo Verde, Cidadáns-Centrum, Ganemos Galicia Sí se Puede                                                               |

## Sistema electoral
Les eleccions al Parlament de Galícia reparteixen un total de 75 escons i s'aplica un règim electoral basat en quatre aspectes:
- Circumscripció provincial plurinominal.
- Sistema D'Hondt de repartiment d'escons.
- Barrera electoral provincial del 5% dels vots vàlids (suma de vots a candidatura i vots en blanc).
- Llista electoral tancada i bloquejada complint la proporció de dues persones de cada sexe per cada cinc llocs.

La llei electoral autonòmica estableix que el repartiment dels 75 escons entre les províncies es realitza assegurant un mínim de deu escons per província i posteriorment es reparteixen els escons proporcionalment a la població. En aquests comicis, el repartiment d'escons resulta ser el següent (La Corunya 1 escó més que en 2012, el que perd Lugo):
| Província  | Representació | Població           |
| ---------- | ------------- | ------------------ |
| La Corunya | 25 escons     | 1.128.694 persones |
| Lugo       | 14 escons     | 338.921 persones   |
| Ourense    | 14 escons     | 318.739 persones   |
| Pontevedra | 22 escons     | 948.302 persones   |
| Galícia    | 75 escons     | 2.734.656 persones |

## Resultats electorals
| Eleccions al Parlament de Galícia de 2016 |                                                      |                            |         |       |        |     |
|                                           | Partit                                               | Candidat                   | Vots    | %     | Escons | +/- |
|                                           | Partido Popular de Galicia (PPdeG)                   | Alberto Núñez Feijóo       | 676.676 | 47,53 | 41     | =   |
|                                           | En Marea (EU-ANOVA-Podemos)                          | Luis Villares              | 271.418 | 19,07 | 14     | +5  |
|                                           | Partido dos Socialistas de Galicia-PSOE (PSdeG-PSOE) | Xoaquín Fernández Leiceaga | 254.552 | 17,88 | 14     | -4  |
|                                           | Bloque Nacionalista Galego (BNG)                     | Ana Pontón                 | 118.982 | 8,36  | 6      | -1  |
|                                           | Cidadáns (C's)                                       | Cristina Losada            | 48.103  | 3.38  | 0      | N/A |
|                                           | Partido Animalista contra o Maltrato Animal (PACMA)  | -                          | 14.785  | 1,04  | 0      | =   |
|                                           | Democracia Ourensana (DO)                            | Miguel Caride              | 7.679   | 0,54  | 0      | =   |
|                                           | Compromiso por Galicia (CxG)                         | Xoán Bascuas               | 4.030   | 0,28  | 0      | =   |
|                                           | Gañemos Galicia (GAÑEMOS)                            | -                          | 2.460   | 0,17  | 0      | N/A |
|                                           | Partido Anticorrupción y Justicia (PAYJ)             | -                          | 2.435   | 0,17  | 0      | N/A |
|                                           | Recortes Cero-Grupo Verde                            | Pastora Fernández          | 2.213   | 0,16  | 0      | N/A |
|                                           | Cidadáns Centrum                                     | -                          | 1.596   | 0,11  | 0      | N/A |
|                                           | PCPE                                                 | -                          | 1.356   | 0,10  | 0      | N/A |
|                                           | Escanos en Branco                                    | -                          | 1.102   | 0,08  | 0      | N/A |
|                                           | Acción Democrática Ciudadanos de Galicia             | -                          | 621     | 0,04  | 0      | N/A |
|                                           | Converxencia XXI                                     | Garcilaso de la Vega López | 475     | 0,03  | 0      | N/A |
|                                           | Alternativa Independiente de Galicia                 | -                          | 350     | 0,02  | 0      | N/A |
|                                           | Unidos por el Futuro                                 | -                          | 294     | 0,02  | 0      | N/A |
|                                           | Vía Nova                                             | -                          | 275     | 0,02  | 0      | N/A |
|                                           | Partido Libertario                                   | -                          | 206     | 0,01  | 0      | N/A |